# ОМШ „Петар Коњовић” Сомбор
Музичка школа „Петар Коњовић“ је школа за ниже, основно и средње музичко образовање које је смештено у згради која је некада била Певачки дом, а затим здање Католичког момачког удружења.
Налази се на Венцу војводе Петра Бојовића у Сомбору, у Западнобачком округу. Названа је по познатом српском композитору, Сомборцу Петру Коњовићу.

## Историјат музичке школе
Почеци школе везују се за Сомборско српско певачко друштво које је основано 1870. године.
Музичка школа „Петар Коњовић" је основана 1921. године у окриљу Сомборског певачког друштва. Од оснивања па све до данашњих дана школа је пролазила кроз тешка искушења, да би, преко ниже и основне, израсла у Средњу музичку школу „Петар Коњовић", чиме Сомборци чувају успомену на великог суграђанина и утемељивача оперског стваралаштва код Срба.

## Здање школе
Католичко момачко удружење у Сомбору је 1907. године је затражило од градских власти дозволу да на Венцу војводе Петра Бојовића изгради зграду дома Удружења.
Једноспратницу је још 1906. године пројектовао архитекта Ерне Ферк а подигнута је 1907. године на месту некадашњег приземног Гесангслокал-а (Певачког дома), сазиданог око 1865. године (посед на коме је зграда саграђена припадао је 1837. године Томасу Лауеру и простирао се на 414 квадратних хвати).
Зграда удружења имала је правоугаону основу, а фасада је рађена у духу китњасте мађарске сецесије. Састоји се од стилизованих флоралних барокних и рокајних украса у плитком чипкастом рељефу.
Углови зграде се завршавају полукружним забатом, а средишњи део зграде надвисује лучни забат на коме је, на мађарском, био исписан назив Удружења. Кров изнад средишњег дела зграде има пирамидалан облик. На спрату се налази пет прозора раздељених плитким стилизованим пиластрима, док се изнад прозора, као и на забатима, налазе плитки цветни украси. У приземљу је улазна капија са четири прозора.
После дома Католичког момачког удружења зграда постаје седиште сомборске Музичке школе. 
Редовна Музичка школа у Сомбору радила је од 1909. године, 1922. године бива затворена због недостатка средстава. Ипак, Музичка школа сомборског Певачког друштва је, поново заживела, двадесетих и тридесетих година 20. века. Основна музичка школа поново је покренута одмах после Другог светског рата у здању некадашњег Католичког момачког удружења, а осим школе овде је, од оснивања 1948. године, био и дом Симфонијског оркестра града Сомбора, који је постојао до 1991. године.

## Здање данас
И данас се у овој згради налазе сомборска основна и од 2008. године средња музичка школа, које носе име познатог српског композитора, Сомборца Петра Коњовића.
Објекат је сачувао оригиналну малтерску пластику приземља и спрата и столарије, осим ајнфорт уличне капије.